# Seconds From Disaster
Seconds from Disaster (tạm dịch trong tiếng Việt là: Những giây phút trước thảm họa) là tên một series phim tài liệu truyền hình Hoa Kỳ chiếu từ ngày 6 tháng 7 năm 2004 đến ngày 7 tháng 3 năm 2007, và từ ngày 5 tháng 9 năm 2011 đến thời điểm hiện tại trên National Geographic, hay còn gọi tắt là Nat Geo.
Chương trình điều tra những thảm họa tự nhiên và thảm họa do con người gây nên, như Động đất và sóng thần Ấn Độ Dương 2004, Thảm họa tàu con thoi Columbia, Thảm sát Thế vận hội Mùa hè năm 1972 tại Munich,... Mỗi tập chỉ điều tra về duy nhất một thảm họa (ngoại trừ trường hợp tập Tai nạn máy bay Comet, trong đó điều tra về hai thảm họa xảy ra giống hệt nhau của hai chiếc máy bay DH-106 Comet) bằng cách phân tích các nguyên nhân và hoàn cảnh cuối cùng ảnh hưởng đến thảm họa. Series sử dụng đồ họa máy tính cùng các cảnh quay thực sự để phân tích các chuỗi sự kiện theo từng giây phút đến thảm họa, ngoài ra cũng dùng những lời phỏng vấn của những nhân chứng hoặc của thân nhân những người trong các vụ thảm họa,...
Seconds from Disaster đã được chiếu trên Kênh Địa lý Quốc gia Hoa Kỳ từ năm 2004. Ban đầu, series này có trên 45 tập phim trong tổng cộng 3 mùa. Series được chiếu hết ngày 7 tháng 3 năm 2007, sau đó không có tín hiệu gì từ phía Nat Geo, có thể nó đã bị ngừng lại. Sau đó, Nat Geo thay thế series bằng một series khác là Critical Situation. Nhưng đến ngày 5 tháng 9 năm 2011, cuối cùng họ cũng tiếp tục chiếu Seconds from Disaster, với tập đầu tiên của mùa 4 nói về vụ khủng bố ngày 11 tháng 9. Series vẫn tiếp tục cho đến bây giờ với mùa 6 đã kết thúc.

## Dạng cơ bản
Seconds from Disaster đặc trưng bởi sự nhấn mạnh về trình tự thời gian (như phù hợp với tên của series) và công nghệ máy tính để tái hiện từng khoảnh khắc trước thảm họa. Chương trình có ít hoặc không có lời đối thoại giữa các diễn viên trong khi tái hiện thảm họa, nhưng thay vào đó là gần như hoàn toàn bị chi phối bởi người dẫn chuyện. Mỗi khi phần mở đầu kết thúc, người dẫn chuyện luôn mở đầu phần chính với câu: "Thảm họa không tự nhiên xảy ra, nó là một chuỗi các sự kiện nghiêm trọng. Lần ngược đầu mối và đếm ngược Vài Giây Trước Thảm họa."
Mỗi tập phim bắt đầu với việc tái hiện thảm họa, trong đó luôn luôn chiếu cho người xem những khoảnh khắc quan trọng trong diễn biến của thảm họa với một chiếc đồng hồ xuất hiện vào lúc bắt đầu của mỗi cảnh. Sau chuỗi các sự kiện, chương trình phân tích các nguyên nhân và các sự kiện dẫn đến thảm họa đó. Bộ phim sử dụng đồ họa máy tính một cách chi tiết trong mỗi tập phim để tiết lộ về thảm họa và các sự kiện liên quan, nhưng trong tập 7-19 của mùa 3, các hình ảnh đồ họa máy tính màu xanh giống các bản vẽ không được sử dụng và thay vào đó là một nền trắng. Vào mùa 4,5 và 6, mô phỏng lại được thay thành màu đen và nâu và thỉnh thoảng, nó không được sử dụng.
Chương trình kết thúc với những cảnh thảm họa được tua lại, đồng hồ thông thường được thay thế bởi một đồng hồ đếm ngược và đưa ra kết luận từ phân tích được đặt cùng với trình tự các sự kiện. Thông thường, chương trình kết thúc với một khoảnh khắc ngắn về tình cảm của những nhân chứng còn sống sót hoặc của những thân nhân các nạn nhân trong thảm họa, tiếp theo là các tiến bộ công nghệ được thực hiện để ngăn chặn những thảm họa tương tự có thể xảy ra lần nữa.
Những người dẫn chuyện cho series là Ashton Smith, (người dẫn chuyện cho phiên bản Mĩ từ mùa 1 đến mùa 3), Richard Vaughan, (người dẫn chuyện phiên bản Anh từ mùa 1, 2, "mùa 2,5"; tường thuật series kể từ mùa 4 cho đến nay) và Peter Guinness (mùa 3).

## Các tập của series

### Mùa 1 (2004)
| #  | Ngày phát sóng | Tựa đề                                                                 | Thảm họa                                 | Ngày xảy ra thảm họa | Kiểu thảm họa                                    |
| -- | --- | ---------------------------------------------------------------------- | ---------------------------------------- | -------------------- | ------------------------------------------------ |
| 1  | 6 tháng 7 | "Tai nạn máy bay Concorde" (Concorde)                                  | Chuyến bay 4590 của Air France           | 25-7-2000            | Tai nạn máy bay                                  |
| 1  | Vào ngày 25-7-2000, một chiếc máy bay chở khách siêu thanh Concorde phục vụ chuyến bay 4590 của Air France cất cánh từ Sân bay Quốc tế Charles de Gaulle. Một mảnh kim loại từ một chiếc máy bay khác bị rớt trên đường băng. Bánh xe máy bay Concorde lăn qua, bánh sau bên trái bị nổ lốp vì mảnh kim loại. Một mảnh cao su lớn sau vụ nổ lốp bắn vào dây điện ở cánh trái máy bay, cắt đứt sợi dây điện. Hai mảnh sợi dây điện chạm với nhau, tạo thành tia lửa. Đồng thời, lực va chạm cũng đã thổi bay đi nút giữ nhiên liệu, tràn ra nhiên liệu, đốt cháy tia lửa và tạo thành một ngọn lửa lớn. Ngọn lửa đốt cháy các bộ phận quan trọng của máy bay, làm cho nó rớt xuống một khách sạn ở Gonesse, giết chết 109 người trên máy bay, và 4 người ở khách sạn. |                                                                        |                                          |                      |                                                  |
| 2  | 13 tháng 7 | "Hỏa hoạn trong đường hầm"                                             | Vụ hỏa hoạn đường hầm Mont Blanc         | 24-3-1999            | Cháy xe cộ                                       |
| 2  | Vào ngày 24-3-1999, một chiếc xe tải vào hầm Mont Blanc. Như bao xe khác, động cơ xe quá nóng khi vào hầm do phải leo núi cao. Động cơ dần bốc cháy. Tài xế không biết cho đến khi các xe đi ngược chiều liên tục bấm còi khi đi qua xe tải của ông ta. Tài xế phát hiện ra lửa, dừng lại giữa đường hầm Mont Blanc nối Pháp với Ý. Lúc đó, lửa ở động cơ càng lớn hơn do bơ thực vật trong thùng xe là một chất dễ bắt lửa. Xe nổ tung, làm cháy các xe khác. Đường hầm thành một cái bẫy chết đầy khói độc và lửa. 39 người đã thiệt mạng. |                                                                        |                                          |                      |                                                  |
| 3  | 20 tháng 7 | "Quả bom ở Thành phố Oklahoma" (Thành phố Oklahoma)                    | Vụ đánh bom Thành phố Oklahoma           | 19-4-1995            | Đánh bom khủng bố                                |
| 3  | Với ý định chống lại chính phủ Hoa Kỳ sau cuộc bao vây ở Waco, Texas, Timothy McVeigh đỗ một chiếc xe chở một quả bom trước cửa Tòa nhà Liên bang Alfred P. Murrah ở Thành phố Oklahoma. Vài phút sau đó, quả bom phát nổ, phá hủy nặng nề cả khu vực gần tòa nhà liên bang và giết chết 168 người. |                                                                        |                                          |                      |                                                  |
| 4  | 27 tháng 7 | "Lửa trên tàu Ngôi sao" (Lửa trên boong tàu Ngôi sao)                  | Hỏa hoạn tàu M/S Scandinavian Star       | 7-4-1990             | Lửa trên tàu                                     |
| 4  | Một kẻ phá hoại châm lửa ở khoang ba của chiếc tàu khởi hành từ Oslo, Na Uy- tàu M/S Scandinavian Star chở hành khách và ô tô. Ngọn lửa nhanh chóng lan ra bởi những vật liệu dễ cháy có trên tàu (vách ngăn của khoang, rác, đèn,...) và giết chết 158 người. Con tàu được kéo về Lysekil, Thụy Điển để dập lửa và vẫn còn dùng sau đó. |                                                                        |                                          |                      |                                                  |
| 5  | 3 tháng 8 | "Vụ trật bánh ở Eschede" (Tai nạn tàu cao tốc)                         | Thảm họa tàu ở Eschede                   | 3-6-1998             | Tàu hỏa trật bánh                                |
| 5  | Trong khi chiếc tàu số 884 'Wilhelm Konrad Rontgen' của InterCity Express (ICE) đang chạy, một bánh xe của chiếc tàu này vỡ ra vì mỏi kim loại và đâm lên sàn tàu. Mảnh còn lại ở bên dưới của sàn tàu làm trật thanh hộ bánh, đẩy tàu đi theo hai đường ray khác nhau, dù các toa vẫn được nối với nhau như bình thường. Sau đó, 1 toa đâm vào trụ cầu làm sập cây cầu. Toa đầu dừng lại phía trước, các tòa khác đâm vào nhau tạo thành một đống đổ nát chỉ dài bằng 1 toa tàu, giết chết 101 người và làm 105 người bị thương. |                                                                        |                                          |                      |                                                  |
| 6  | 10 tháng 8 | "Vụ trật bánh tàu Sunset Limited"                                      | Tai nạn tàu hỏa Big Bayou Canot năm 1993 | 22-9-1993            | Tàu hỏa trật bánh                                |
| 6  | Một con tàu đi dưới chiếc cầu bắc qua dòng sông ở Mobile, Alabama (Hoa Kỳ). Một chiếc xà lan trên tàu va chạm với đường ray ở trên, làm cho đường ray và chiếc cầu chệch đi vài inch. Sau đó, chiếc Sunset Limited đi qua, gặp phải khúc đường ray trật và lao thẳng xuống dòng sông. 47 người tử nạn và nhiều người bị thương. |                                                                        |                                          |                      |                                                  |
| 7  | 17 tháng 8 | "Tan chảy ở Chernobyl"                                                 | Thảm họa Chernobyl                       | 26-4-1986            | Thảm họa hạt nhân                                |
| 7  | Khi nhà máy điện hạt nhân Chernobyl được bảo dưỡng và giữa năm 1986, các công nhân đã thực hiện một thử nghiệm đối với tua-bin phát điện. Nhưng một cuộc thử nghiệm an toàn nhưng đầy sai sót và lỗi của những người công nhân làm việc trong nhà máy đã tạo ra một vụ nổ kinh hoàng xé toạc nhà máy. 56 người chết, 1 đám mây bụi phóng xạ lan khắp thế giới, giết chết thêm hàng ngàn người khác. Mọi người vẫn còn bị ảnh hưởng sau này. |                                                                        |                                          |                      |                                                  |
| 8  | 24 tháng 8 | "Hỏa ngục ở Guadalajara" (Hoả ngục tại Guadalajara)                    | Vụ nổ khí ga ở Guadalajara               | 22-4-1992            | Các vụ nổ dưới lòng đất                          |
| 8  | Sau khi các đường ống khí đốt bị rò rỉ và thả khí đốt vào trong các đường cống ngầm, người dân thành phố Guadalajara trình lên hội đồng thành phố về một thứ mùi khí đốt bốc ra từ cống nhà họ. Các thợ sửa cống được phái đến để điều tra và nói rằng không cần quan tâm vì khí đốt ở đây không nguy hiểm. Ngày 22 tháng 4 năm 1992, kể từ lúc 10 giờ 5 phút sáng, hàng loạt vụ nổ xảy ra trong đường cống ngầm, giết chết 206 người. Vụ nổ cuối cùng xảy ra vào khoảng 11 giờ sáng ngày hôm đó. |                                                                        |                                          |                      |                                                  |
| 9  | 31 tháng 8 | "Hỏa hoạn trên sườn núi trượt tuyết"                                   | Thảm họa Kaprun                          | 11-11-2000           | Cháy tàu chở du khách                            |
| 9  | Vào ngày 11-11-2000, một vụ rò rỉ dầu thủy lực xảy ra ở trên tàu chở khách ở khu du lịch trượt tuyết Kaprun, Áo. Dầu chảy xuống quạt thông thường (không phải là quạt chuyên dùng cho phương tiện giao thông). Một ngọn lửa hình thành. Nó đốt cháy các ống dầu thủy lực khác ở trong phòng điều khiển. Không may, người điều khiển ngồi ở đầu khác của con tàu, nên ông ta không biết gì về vụ cháy. Ngọn lửa cháy thêm dữ dội. Nó lan ra khắp tàu. 155 người chết, 12 người thoát chết bằng cách liều mình xông vào ngọn lửa và đi ra khỏi đường hầm, trong khi 155 người còn lại đi lên, và chết vì sặc khói. Ngọn khói dữ dội hơn vì đường hầm dốc nên đường hầm giống như một cái ống khói, tụ khói ở phần "đỉnh" đường hầm                                     |                                                                        |                                          |                      |                                                  |
| 10 | 5 tháng 10 | "Vụ nổ ở Biển Bắc"                                                     | Thảm họa giàn khoan Piper Alpha          | 6-7-1988             | Nổ giàn khoan                                    |
| 10 | Hai máy bơm nước trên giàn khoan Piper Alpha ở Biển Bắc đã được tắt đi để chuyển lại các chất đông đặc về biển. Sau một hồi, van an toàn bất ngờ bị hỏng bởi máy bơm đã tắt quá lâu. Dầu bắt đầu đông lại, tạo ra một phản ứng mà bất ngờ tạo nên một ngọn lửa. Ngọn lửa thổi bay giàn khoan, liên tiếp các vụ nổ khác xảy ra. Giàn khoan sập xuống, 167 người thiệt mạng. |                                                                        |                                          |                      |                                                  |
| 11 | 12 tháng 10 | "Cơn lũ ở đập Stava" (Lũ lụt ở Stava)                                  | Vụ vỡ đập Val di Stava                   | 19-7-1985            | Vỡ đập nước                                      |
| 11 | Hai con đập phía trên ngôi làng Stava ở miền Bắc nước Ý bị sập, gây ra một trận lũ bùn tràn xuống thung lũng sông Stava. Cả núi nước trút xuống, giết chết 268 người. |                                                                        |                                          |                      |                                                  |
| 12 | 19 tháng 10 | "Va chạm trên đường băng"                                              | Thảm họa sân bay Tenerife Norte          | 27-3-1977            | Va chạm máy bay trên đường băng                  |
| 12 | Một quả bom nổ ở sân bay chính trên quần đảo Canary, buộc các máy bay phải bay sang 1 sân bay nhỏ ở Tenerife, nơi có đầy sương mù. Tại đây, lỗi của đài kiểm soát và phi công khiến một chiếc KLM Boeing 747 đâm sầm vào chiếc Pan Am Boeing 747 tại sân bay Los Rodeos nằm ở Tenerife, thuộc quần đảo Canary của Tây Ban Nha, làm cho cả hai nổ và bốc cháy. 583 người chết. Đây là một trong những thảm họa kinh hoàng nhất ngành hàng không thương mại mọi thời đại. Lý do được giải thích là do phi công chiếc KLM đã nghe lầm lệnh cất cánh nên lái chiếc máy bay húc thẳng vào chiếc Pan Am. |                                                                        |                                          |                      |                                                  |
| 13 | 26 tháng 10 | "Lầu Năm Góc 9/11" (Lầu Năm Góc 9-11) (Vu tai nạn máy bay Lầu Năm Góc) | Chuyến bay 77 của American Airlines      | 11-9-2001            | Không tặc và cố ý lái máy bay để đâm vào tòa nhà |
| 13 | Khi Trung tâm Thương mại Thế giới ở thành phố New York cháy dữ đội sau khi bị 2 máy bay không tặc va vào, một chiếc máy bay không tặc khác đâm thẳng vào Lầu Năm Góc, giết chết 64 người trên máy bay và 125 người ở mặt đất. |                                                                        |                                          |                      |                                                  |

### Mùa 2 (2005-2006)
| #    | Ngày phát sóng | Tựa đề                                                                                   | Thảm họa                                           | Ngày xảy ra thảm họa | Kiểu thảm họa                             |
| ---- | --- | ---------------------------------------------------------------------------------------- | -------------------------------------------------- | -------------------- | ----------------------------------------- |
| 1    | 28 tháng 6 | "Tàu con thoi Columbia" (Chuyến bay cuối của Columbia)                                   | Thảm họa tàu con thoi Columbia                     | 1-2-2003             | Vỡ tàu con thoi                           |
| 1    | Khi Tàu con thoi Columbia cất cánh từ Trung tâm Vũ trụ Kennedy để thực hiện một nhiệm vụ 16 ngày, một miếng bọt đông cứng đâm vào, tạo ra lỗ ở bể nhiên liệu bên ngoài và làm hư hại cánh trái tàu con thoi. Khi nó trở về Trái Đất, vào vùng khí quyển, Columbia nổ tung và cháy rụi dưới sức nóng khủng khiếp. Cả bảy phi hành đoàn thiệt mạng. |                                                                                          |                                                    |                      |                                           |
| 2    | 5 tháng 7 | "Sóng thần ở Alpine"                                                                     | Vụ lở tuyết Galtür                                 | 23-2-1999            | Lở tuyết bột                              |
| 2    | Ở ngôi làng Galtür ở Áo, tuyết trên núi bao quanh ngôi làng. Do sự thay đổi nhiệt độ đột ngột, một lớp băng dễ gãy được hình thành dưới núi tuyết đồ sộ. Vào ngày xảy ra thảm họa, lớp băng vỡ ra và cả núi tuyết sụp xuống, hình thành một trận lở tuyết bột. 2 phút sau, vụ lở tuyết ập đến Galtür và chôn vùi 57 người dưới tuyết, giết chết 31 người. |                                                                                          |                                                    |                      |                                           |
| 3    | 12 tháng 7 | "Tai nạn máy bay ở đường cao tốc" (Rớt máy bay ở xa lộ)                                  | Thảm họa hàng không ở Kegworth                     | 8-1-1989             | Tai nạn máy bay                           |
| 3    | Chuyến bay British Midland 092 - một chiếc Boeing 737-400 chỉ mới bay được 2 tháng, cất cánh từ Sân bay Heathrow ở Anh, điểm đến là Belfast. Khi máy bay đang bay, động cơ trái của nó bất ngờ gãy cánh quạt, do lỗi thiết kế của Boeing, hãng chế tạo máy bay. Phi công, vì không quen lái chiếc máy bay đời mới này và cũng là do không biết động cơ bên nào bị hỏng, vô tình tắt nhầm động cơ. Họ chuẩn bị thực hiện cú hạ cánh khẩn cấp ở Sân bay East Midlands. Sân bay nằm kế bên đường cao tốc M1 ở Kegworth. Trên đường đến sân bay để hạ cánh, động cơ trái hỏng hoàn toàn và bắt lửa. Phi hành đoàn cố kiểm soát chiếc máy bay để lướt qua xa lộ và hạ cánh. Mặc dù chiếc Boeing 737-400 đó đã vượt qua xa lộ thành công nhưng nó lại đâm sầm xuống bãi cây ở mép xa lộ, giết chết 47 người. |                                                                                          |                                                    |                      |                                           |
| 4    | 26 tháng 7 | "Vụ phun trào của núi St.Helens"                                                         | Vụ phun trào năm 1980 của núi St.Helens            | 18-5-1980            | Núi lửa phun trào và lở đất               |
| 4    | Núi St.Helens ở miền đồng quê của Washington, nước Mĩ đã yên giấc được 123 năm. Nhưng vào năm 1980, núi lửa tỉnh giấc. Nó bắt đầu nhả khói. Các chuyên gia dự đoán núi St. Helens sẽ phun trào theo kiểu thẳng đứng. Dự đoán này được căn cứ vào lần phun trào tệ nhất của nó vào vài trăm năm trước. Họ khoanh vùng những nơi sẽ bị vụ phun trào ảnh hưởng đến, và biết rằng hàng trăm hécta thung lũng sông gần đó sẽ bị ảnh hưởng bởi bùn từ trên núi. Họ cố cảnh báo Thống đốc bang nhưng bà ta cho qua vì bảo rằng không cần thiết. Trong khi đó, nhà khoa học của USGS David Johnston nghĩ rằng núi lửa sẽ phun theo chiều ngang, dựa theo các dấu hiệu tương tự với vụ phun trào của 1 núi lửa của Liên Xô vào vài chục năm trước đó, nhưng anh không được sự ủng hộ của các đồng nghiệp. Thế rồi, vào nhiều tuần sau, khi mọi người vẫn đang vui chơi ở vùng được cho là an toàn, một phần của núi lửa sụp xuống như ở thể lỏng. Núi lửa nổ tung theo chiều ngang, một cột khói phun ra từ sườn. Mọi người sửng sốt và 57 người đã thiệt mạng, kể cả David Johnston ở vị trí nghiên cứu của anh. |                                                                                          |                                                    |                      |                                           |
| 5    | 16 tháng 8 | "Thảm họa phà ở Zeebrugge" (Lật tàu ở Biển Bắc)                                          | Vụ chìm tàu MS Herald of Free Enterprise           | 6-3-1987             | Lật tàu                                   |
| 5    | Phà MS Herald of Enterprise là một chiếc phà lớn chở khách và ôtô thường xuyên băng qua cảng Dover. Vào ngày hôm đó, phà sẽ rời bến Zeebrugge, thuộc nước Bỉ, để về Anh. Ghê gớm thay, cả thủy thủ đoàn đã để cửa ở trước mũi phà mở toang. Khi rời bến, thuyền trưởng không biết cửa tàu đóng chưa (vì không có camera giám sát) nên cho tàu chạy ở tốc độ tối đa. Chân vịt xé nước, làm bắn tung tóe lên hàng tấn nước. Chỗ nước đó bắn vào trong khoang để xe của tàu, làm ngập tàu. Do tàu không có khoang chứa nước ở dưới mà thay vào đó là một khoang để xe, tàu lập sang phải. Đụn cát ngầm giữ cho nó không lật úp. 193 người tử nạn. Thời điểm đó, vụ lật phà này là sự cố hàng hải khủng khiếp của Anh nhất kể từ khi tàu Titanic chìm xuống đáy đại dương. |                                                                                          |                                                    |                      |                                           |
| 6    | 30 tháng 8 | "Động đất Kobe" (Trận động đất chết chóc)                                                | Vụ động đất Kobe năm 1995                          | 17-1-1995            | Động đất                                  |
| 6    | Vào năm 1995, thành phố Kobe ở Nhật Bản chịu một trận động đất kinh khủng bởi một đường đứt gãy chưa ai phát hiện ra, nằm trực tiếp bên dưới Kobe. Hầu hết ngôi nhà cổ trong thành phố được xây để chống bão nên mái nặng, làm chúng dễ bị sập. Các cầu đường nghiêng sang một bên vì sức công phá của trận động đất làm thiết kế không kiên cố của nó hỏng, làm cầu lật sang bên. Ở một số chỗ cầu được gia cố chắc chắn hơn, hai phần cầu đâm nhau, làm mỗi cái đều rung rung, khiến một chiếc xe buýt nghiêng xuống dưới. May sao, hành khách trên đó nhanh chóng trốn thoát. Ở cảng, nơi cát đổ xuống nước để tạo thành vùng cảng tấp nập, sự hóa lỏng làm nước tràn lên như có sóng thần. Kết quả là 6434 người chết. |                                                                                          |                                                    |                      |                                           |
| 7    | 13 tháng 9 | "Hạ cánh khẩn cấp ở Thành phố Sioux" (Cú hạ cánh khẩn cấp ở Sioux)                       | Chuyến bay 232 của United Airlines                 | 19-7-1989            | Tai nạn máy bay                           |
| 7    | Chuyến bay 232 cất cánh từ sân bay Stapleton ở Denver, Colorado vào một ngày hè vào năm 1989. Chiếc máy bay này có những vết nứt nhỏ ở đĩa cánh quạt (do tạp chất trong khi bay) trong động cơ phía đuôi của nó. Quá trình bảo dưỡng diễn ra sơ sài vào vài tháng trước, chỉ bằng đèn pin nên không phát hiện ra các vết nứt. Các vết này dẫn phá vỡ cánh quạt, gây ra vụ nổ nhỏ. Các mảnh vỡ của cánh quạt bắn vào trong, làm cắt đứt cả ba ống thủy lực giúp giữ thăng bằng cho máy bay. Cả phi hành đoàn cố gắng lái chiếc máy bay để hạ cánh khẩn cấp ở Sioux. Máy bay nghiêng sang trái nên lúc chạm đất, cánh quật dọc theo đường băng, sau đó biến thành khối cầu lửa đỏ rực và nổ tung. 111 người chết, nhưng 185 người khác sống sót. |                                                                                          |                                                    |                      |                                           |
| 8    | 20/9 | "Đánh bom Bali" (Đánh bom sàn nhảy disco)                                                | Đánh bom Bali 2002                                 | 12-10-2002           | Tấn công khủng bố (ba vụ đánh bom)        |
| 8    | Năm 2001, cảnh sát phát hiện ra cơ sở huấn luyện khủng bố của al-Qaeda nhằm vào Đại sứ quán Mỹ tại Singapore. Chúng phải thay đổi mọi thứ, từ điểm tấn công đến kế hoạch tỉ mỉ, chi tiết của chúng. Jemaal Islamiyah, một tổ chức khủng bố ở Đông Nam Á, được nhận lệnh của al-Qaeda để đánh bom làm rung chuyển Indonesia. Chúng bắt đầu chế bom từ kali clorat rồi nhét vào trong chiếc xe tải Mitsubishi màu trắng mà chúng đã mua được, sau đó nhét vào áo khoác của một kẻ đánh bom tự sát tên là Feri. Sau đó, chúng cũng chế tạo một quả bom nhỏ hơn để kích nổ bằng điện thoại. Đêm 12-10-2002, như mọi đêm khác, đường phố đảo Bali sáng rực bởi ánh đèn của các hộp đêm, nơi thu hút nhiều du khách phương Tây và du khách Indonesia đến. Chiếc xe tải trắng của Jemaah Islamiyah đỗ trước cửa Sari Club, một trong các câu lạc bộ ở phố Legian. Một tên khủng bố mặc áo khoác căng phồng (trong đó chứa bom) bước ra khỏi xe, sang đường để vào trong câu lạc bộ Paddy's Pub ở bên kia đường. Hai tên khác nhảy lên xe máy tẩu thoát, nhưng trên đường sẽ dừng lại để dùng điện thoại kích nổ quả bom ở Đại sứ quán Mỹ tại Bali. Chỉ còn 1 tên trong chiếc xe tải trắng, và chiếc xe ấy thì đang gây tắc đường. Cuối cùng, khi đến giữa Paddy's Pub, tên mặc áo khoác kích nổ bom trong áo. Vài giây sau, chiếc xe trắng nổ. Hơn 1 phút sau, trước cửa tòa Đại sứ bốc lên một cột khói cao ngút. 202 người thiệt mạng. |                                                                                          |                                                    |                      |                                           |
| 9    | 27 tháng 9 | Sập khách sạn Singapore" (Sập khách sạn)                                                 | Thảm họa Khách sạn Thế giới Mới                    | 15-3-1986            | Sập nhà                                   |
| 9    | Khách sạn Thế giới Mới là một khách sạn 1 sao nhỏ bé ở Singapore, một đất nước đang phát triển. Trong quá trình xây dựng, kỹ sư tính sai số đo chính xác cho cột của khách sạn. Sau đó, chủ khách sạn làm khách sạn nặng hơn: lắp máy điều hòa khổng lồ trên trần, lát đá ở mặt ngoài khách sạn, xây boong ke,... làm cột khách sạn không chịu lực nổi, gây ra các vết nứt siêu nhỏ. Chúng càng ngày càng lớn hơn, rồi sập xuống vào một sáng thanh bình. Hơn một tuần sau đó, cuối cùng 17 người được cứu, nhưng 33 người tử nạn. |                                                                                          |                                                    |                      |                                           |
| 10   | 18/10 | "TWA 800" (Chuyến bay TWA 800) (Chuyến bay cuối của TWA 800)                             | Chuyến bay 800 của TWA                             | 17/7/1996            | Tai nạn máy bay                           |
| 10   | Một chiếc Boeing 747 của TWA rời New York, bay theo lịch trình cho chuyến 800 để tới Paris. Máy bay vốn rất cũ, tình trạng của dây điện rất tồi tệ. Vài phút trước, máy bay phải chờ hơn 1 tiếng ở sân bay khi 1 người bỏ hành lý trên máy bay mà không thấy dấu hiệu của người đó. Cơ trưởng cho máy bay chờ ở đường băng vì sợ trong hành lý người kia có bom. Khi đó, điều hòa làm nóng bể nhiên liệu giữa gần như trống rỗng. Nhiên liệu bốc hơi lên, khiến cả máy bay như trở thành 1 quả bom trên đường băng, chỉ chờ có tia lửa nhỏ bé. Mới cất cánh được 12 phút, 1 dây điện bị chập gây đoản mạch, truyền vào bể nhiên liệu đang nóng. Vụ nổ làm máy bay vỡ làm hai phần: mũi và phần còn lại. Mũi đâm xuống như một viên đạn, còn phần kia thì tiếp tục bay trong vài giây rồi rơi xuống biển. 230 người trên máy bay đều không sống sót. |                                                                                          |                                                    |                      |                                           |
| 11   | 1-11 | "Tai nạn tàu hỏa Paris" (Đoàn tàu mất lái)                                               | Tai nạn đường sắt ở Nhà ga Lyon                    | 27-6-1988            | Tàu đâm ở ga                              |
| 11   | Một chiếc tàu vé tháng hướng về phía Paris, bỗng phải dừng khi 1 hành khách kéo phanh khẩn cấp. Lái tàu phải dừng tàu và cùng người soát vé đi kiểm tra hệ thống phanh để tàu có thể chạy lại. Nhưng họ vô tình gây ra nhiều lỗi sai khiến sau đó, tàu chạy được nhưng không phanh được. Khi đến Gare de Lyon (Nhà ga Lyon) tai Paris, nó đâm vào 1 đoàn tàu khác đang ở ga, giết chết 56 người. |                                                                                          |                                                    |                      |                                           |
| 12   | 15-11 | "Hindenburg" (Khí cầu Hindenburg)                                                        | Thảm họa Hindenburg                                | 6-5-1937             | Rơi khí cầu Zeppelin                      |
| 12   | Khí cầu LZ 129 Hindenburg khởi hành từ Frankfurt (Đức, thời ấy nắm quyền bởi Adolf Hitler), điểm đến tại Lakehurst, New Jersey. Nó được coi là cỗ máy biết bay lớn nhất thời bấy giờ, và nổi tiếng vì vẻ xa hoa của chính mình. Khi khí cầu đến Lakehurst, ở đó đang có dông. Sét làm vỏ khí cầu trở nên tĩnh điện. Khí cầu phải quay vòng hai lần theo góc nhọn để hạ cánh. Hindenburg vốn không được thiết kế để quay như vậy, khiến một dây cáp đứt. Do dây cáp bị căng hết cỡ như mọi dây còn lại ở khung tàu, nó bắn mạnh vào vỏ tàu tạo gợn sóng, sau đó rách vỏ tàu. Khi đội bay thả dây thừng xuống để hạ cánh, các móc neo bị ngấm nước mưa gây dẫn điện. Điện tích trong không khí đi theo móc neo vào trong Hindenburg, nơi chứa hydro dễ cháy, và châm lửa cho khí cầu. Khí cầu bốc cháy và rơi xuống đất, giết chết 35 người trong số 97 người trên boong và làm chết cháy 1 người khác dưới đất. |                                                                                          |                                                    |                      |                                           |
| 13   | 13-12 | "Nổ khí ga ở Puerto Rico" (Vụ nổ ở Puerto Rico)                                          | Vụ nổ cửa hàng giày dép Humberto Vidal             | 21-11-1996           | Vụ nổ khí ga                              |
| 13   | Qua nhiều ngày, một thứ mùi khó chịu ám cả cửa hàng giày nhiều tầng tên là Humberto Vidal ở San Juan, Puerto Rico. Mùi đó vốn là do khí prôpan từ một đường ống không được vẽ trên bản đồ của thành phố. Chủ cửa hàng gọi công ty ga, công ty ga của thành phố này phái một người đến. Người đó bật bộ cảm biến trong chỗ có khí ga nên không phát hiện được. Sau đó, trong khi khách đến mua giày, công ty ga lại phái 1 đội khác đến kiểm tra. Họ đục lỗ dò khí ga, nhưng lỗ quá nông nên không cảm nhận được khí ga dễ cháy này. Chủ cửa hàng cho rằng điều hòa có thể làm bớt mùi đi, nhưng điều hòa hỏng nên anh gọi một người thợ đến. Quạt điều hòa chạy, gây ra tia lửa thổi bay cả cửa hàng. 33 người chết. |                                                                                          |                                                    |                      |                                           |
| 14   | 10/1/2006 | "Sập cầu treo" (Cầu treo ở khách sạn)                                                    | Vụ sập cầu treo ở Hyatt Regency                    | 17/7/1981            | Sập cầu treo                              |
| 14   | Các cầu treo ở khách sạn Hyatt Regency, Kansas, Mỹ được nối chắc bằng 2 khớp nối. Nhưng thay vì lắp 2 khớp nối theo kiểu xoay lưng vào nhau, các kĩ sư xây dựng lại xây theo kiểu ngược lại. Thế là cấu trúc xây dựng sai lệch theo yêu cầu. Và đến ngày thảm họa, 2 khớp nối vỡ ra, làm sập cầu treo số 2 và số 4. 114 người thiệt mạng trong vụ sập cấp trúc tồi tệ nhất trong lịch sử nước Mĩ. |                                                                                          |                                                    |                      |                                           |
| 15\| | 28 tháng 3 năm 2006 | "Tai nạn máy bay ở Amsterdam" (Tai nạn máy bay ở Schipol) (Tai nạn máy bay ở ngoại ô)    | Chuyến bay El Al 1862                              | 4/10/1992            | Tai nạn máy bay                           |
| 15\| | El Al 1862 - một chiếc Boeing 747 chở hàng - cất cánh từ Sân bay Schiphol ở Amsterdam, Hà Lan. Một vết nứt mỏi kim loại đã xảy ra ở cả hai cầu chì của động cơ bên trong ở cánh phải, do lỗi thiết kế của các cầu chì. Qua mỗi chuyến bay, vết nứt ngày càng mở rộng, làm gãy một bên của cầu chì, gây ra rung động ở động cơ số 3. Theo thiết kế, động cơ máy bay sẽ tự đứt ra nếu rung quá mạnh. Nó rơi xuống, nhưng bằng mọi sức lực còn lại của nó, nó văng lên và đập vỡ động cơ còn lại ở cánh phải chiếc máy bay 747 này, và cũng xé toạc đi 10m gờ cánh phải, đồng thời phá hỏng hệ thống chống nghiêng sang một bên hay các hệ thống thủy lực. Tại cánh phải không có động cơ, lực nâng bị cản. Cơ trưởng biết máy bay đã mất nhiều hệ thống an toàn, giờ ông phải dùng hết sức lực còn lại của mình để đưa nó về trạng thái cân bằng, bằng cách xoay cần lái hết mức có thể. Ông gọi cho sân bay để quay về, nhưng khi máy bay vừa bắt đầu nâng mũi lên để chuẩn bị cho hạ cánh thì cánh phải càng mất thăng bằng. Không thể kiểm soát, máy bay lao vào khu chung cư Groeneveen tại vùng ngoại ô Bijlmar của Amsterdam, giết chết 43 người và gây ra thảm họa máy bay tồi tệ nhất ở Hà Lan. |                                                                                          |                                                    |                      |                                           |
| 16   | 18 tháng 4 năm 2006 | "Ác mộng tàu ngầm hạt nhân Nga" (Đắm tàu Kursk) (Kursk)                                  | Thảm họa Kursk                                     | 12-8-2000            | Chìm tàu ngầm                             |
| 16   | Trong một nhiệm vụ huấn luyện, một quả ngư lôi ngư lôi trên tàu ngầm Kursk của Hải quân Nga bị rò rỉ hiđrô peroxide. Chất này phản ứng với oxide sắt vốn tồn tại ở mũi tàu, gây ra một vụ nổ đáng sợ rung chuyển cả con tàu. Mặc dù tàu ngầm được trang bị các bức tường ngăn chặn các vụ nổ như thế này, nhưng vụ nổ vẫn lan ra các khoang khác. 135 giây sau, một vụ nổ khác xé toạc cả con tàu. Kursk chìm xuống biển Barents, 23 người may mắn sống sót. Trong khi họ tuyệt vọng chờ được giải cứu, các tấm bảng nhỏ cung cấp ôxi để thở rơi xuống sàn nhà đầy dầu, tạo ra một vụ nổ khác. Không ai sống sót sau vụ nổ cuối cùng này, tổng cộng 118 thủy thủ bỏ mạng. Tàu Kursk, chiếc tàu được coi là không thể chìm, nằm lại dưới đáy biển Barents, về sau được trục vớt, kéo vào ụ bờ & được tháo dỡ sau khi kết thúc điều tra. |                                                                                          |                                                    |                      |                                           |
| 17   | 19-5-2006 | "Hỏa hoạn King's Cross" (Hỏa ngục ga tàu điện ngầm London)                               | Hỏa hoạn King's Cross                              | 18-11-1987           | Lửa trong ga điện ngầm                    |
| 17   | Trong mùa mua sắm Giáng Sinh ở London năm 1987, nhà ga điện ngầm lớn nhất thành phố, King's Cross, luôn chật ních người. Mọi việc phải diễn ra rất chậm vì số lượng người khi ấy, vậy giải pháp tốt nhất trong khi chờ đó là hút thuốc. Dù nhà ga cấm hút thuốc, một nữ hành khách đã hút thuốc và thả một que diêm đang cháy xuống khe ở giữa hai bậc cầu thang của hệ thống cầu thang cuốn mà cô ta đang đứng. Ở đó, nó gặp các thứ rác tích trữ kể từ khi sân ga mở cửa sau Chiến tranh thế giới thứ hai (chưa có ai dọn nó từ lúc ấy). Một hành khách báo cho người soát vé nhưng nhân viên soát vé không nhìn thấy gì vì độ dốc của thang cuốn. Lửa bắt đầu bùng lên dữ dội vào sau đó. Hai lính cứu hỏa đã thấy ngọn lửa nhưng cho rằng dễ dập tắt nên bỏ đi. Cả thế giới lúc ấy đều chưa biết hiệu ứng đường hầm (hiệu ứng mà được phát hiện trong cuộc điều tra về chính vụ cháy này): trong hầm dốc, lửa sẽ bị chặn bởi hai bức tường hai bên nên khí nóng bay lên trên cao, cho đến khi lửa bắt vào chỗ khí ấy và cháy. Và mọi chuyện xảy ra như vậy... Ngọn lửa bùng lên thành một khối cầu lửa, lan lên quầy soát vé phía trên. 31 người chết. |                                                                                          |                                                    |                      |                                           |
| 18   | 27-6-2006 | "Đánh bom Đại sứ quán Hoa Kỳ" (Đánh bom Đại sứ quán Mỹ) (Đánh bom Nairobi)               | Vụ đánh bom Đại sứ quán Hoa Kỳ ở châu Phi năm 1998 | 7-8-1998             | Tấn công khủng bố (cụ thể: 2 vụ đánh bom) |
| 18   | Dar es Salaam, Tanzania và Nairobi, Kenya, vào một buổi sáng đẹp trời, đã bị rung chuyển bởi sức công phá của một vụ đánh bom khủng khiếp của Osama bin Laden và al-Qaeda nhằm vào các tòa Đại sứ quán Hoa Kỳ ở hai thành phố này. 257 người thiệt mạng, hàng nghìn người khác bị thương. |                                                                                          |                                                    |                      |                                           |
| 19   | 11-7-2006 | "Tai nạn máy bay ở đầm lầy Florida" (Máy bay rơi ở Everglades) (Tai nạn máy bay Florida) | Chuyến bay ValuJet 592                             | 11-5-1996            | Tai nạn máy bay                           |
| 19   | Một chiếc DC-9 thuộc sở hữu của ValuJet cất cánh từ Miami, Florida, với điểm đến là Atlanta ở Georgia, theo lộ trình chuyến bay số 592. Trong khi hàng hóa được chất lên, một vài bình oxi quá hạn đã được đặt vào trong khoang hành lý của máy bay. Khi máy bay chạy trên đường băng để lấy đà cất cánh, các bình oxi quá hạn kia tự hoạt động. Nó làm nóng cả khoang hàng, rồi gây ra lửa đốt cháy các hộp carton. Vụ cháy gây ra khí độc tràn vào khoang hành khách và buồng lái. Phi công bất tỉnh, không ai lái chiếc máy bay. Máy bay mất kiểm soát, rơi xuống Everglades. Không ai trong số 105 hành khách và 5 thành viên phi hành đoàn sống sót. |                                                                                          |                                                    |                      |                                           |

### Mùa 3 (2006-2007)
| #  | Ngày phát sóng | Tựa đề                                                                        | Thảm họa                                                         | Ngày xảy ra thảm họa                  | Kiểu thảm họa                   |
| -- | --- | ----------------------------------------------------------------------------- | ---------------------------------------------------------------- | ------------------------------------- | ------------------------------- |
| 1  | 25 tháng 7 năm 2006 | "Titanic" (Chìm tàu Titanic)                                                  | Vụ đắm tàu RMS Titanic                                           | Đêm 14 đến sáng 15 tháng 4 năm 1912   | Chìm tàu                        |
| 1  | Tàu Titanic, trên chuyến đi biển đầu tiên từ Southampton đến New York với hơn 2200 người trên boong, đã va chạm với một tảng băng. Mạn phải của thuyền bị rách bởi băng, còn dưới nước thì một gờ đá làm sứt vỏ tàu, do đinh tán giữ các tấm kim loại ở vỏ tàu quá yếu. Con tàu vốn được rang bị số tàu cứu sinh bằng nửa số tàu nó cần có khi chở từng này khách hoặc nhiều hơn. Trong vòng 2h40 phút, tàu chìm, giết chết 1517 người. |                                                                               |                                                                  |                                       |                                 |
| 2  | 15-8-2006 | "Vụ nổ tàu sân bay"                                                           | Hỏa hoạn tàu USS Forrestal năm 1967                              | 29/7/1967                             | Nổ tàu sân bay                  |
| 2  | Đội phi cơ chiến đấu trên tàu sân bay USS Forrestal đang chuẩn bị cho một cuộc thả bom bất ngờ trong Chiến tranh Việt Nam. Một nguồn điện tự động đã bị khởi động sau khi 1 người vô tình khởi động máy bay, làm bắn ra 1 tên lửa Zuni. Tên lửa đâm vào 1 máy bay khác với đầy nhiên liệu dễ cháy, gây nổ. Rồi lửa cứ lan ra và giết chết 132 người, làm 161 người khác bị thương và 2 người mất tích, bị coi là chết. |                                                                               |                                                                  |                                       |                                 |
| 3  | 6-9-2006 | "Máy bay rơi tại Queens" (Tai nạn hàng không New York)                        | Chuyến bay 587 của American Airlines                             | 12-11-2001                            | Tai nạn máy bay                 |
| 3  | Chuyến bay 587 của American Airlines, một chiếc Airbus A300-600R, rời Sân bay Quốc tế John F. Kennedy để tới Santo Domingo thì gặp luồng khí xoáy nhiễu động từ một chiếc Boeing 747 của Japan Airlines, mới cất cánh cùng đường băng này vào 30 giây trước, làm đuôi đứng của máy bay hỏng và gãy ra, làm máy bay mất thăng bằng. Nó rơi xuống khu ngoại ô Rockaway thuộc Queens (New York), giết chết toàn bộ 260 người trên máy bay và 5 người dưới đất. |                                                                               |                                                                  |                                       |                                 |
| 4  | 13-9-2006 | "Thảm sát Thế vận hội Munich" (Khủng hoảng con tin kỳ Thế vận hội)            | Thảm sát Thế vận hội Mùa hè tại Munich năm 1972                  | Từ ngày 5 đến ngày 6/9/1972           | Tấn công khủng bố (bắt con tin) |
| 4  | Vào một đêm tháng Chín trong kỳ Thế vận hội tại Munich, 11 vận động viên Israel bị bắt làm con tin bởi những tên khủng bố Palestine, thành viên của nhóm Tháng Chín Đen. Khi cơ quan chức năng đến chân tòa nhà, lũ khủng bố ném bức thư ghi tên hàng trăm tù nhân Palestine, và đòi Israel phải thả những người đó ra. Nếu không, các vận động viên sẽ chết. Cảnh sát vội lập kế hoạch thương lượng với bên Israel, nhưng người đứng đầu nước này không đồng ý. Chỉ huy của phía Đức bắt đầu bày kế bắt sống lũ khủng bố ở Sân bay Fürstenfeldbruck, nhưng có khá nhiều lỗi sai. 12 giờ đêm hôm sau, 17 người chết sau khi lũ khủng bố cho nổ lựu đạn trên trực thăng của chúng. |                                                                               |                                                                  |                                       |                                 |
| 5  | 20-9-2006 | "Sập siêu thị" (Sập hiệu bách hóa)                                            | Vụ sập cửa hàng bách hóa Sampoong                                | 29-6-1995                             | Sập nhà                         |
| 5  | Năm 1993, trên nóc Siêu thị Sampoong thuộc Seoul, Hàn Quốc, người ta đem ba quạt điều hòa lên các xe đẩy và kéo chúng dọc theo một bên tòa nhà để đem sang chỗ khác. Tòa nhà vốn được vài kỹ sư coi là tòa nhà xây không chắc chắn, xây quá số tầng cho phép và khi xây thì rút bớt nguyên liệu. Vì vậy, khi quạt điều hòa bị kéo đi, rung động của chúng lan ra khắp nóc tầng 5. Một cây cột ở tầng 5 bị hứng gần như 100% rung động ấy và dần xuất hiện vết nứt. Năm 1995, hai năm sau khi bị nứt bởi rung từ quạt điều hòa, cây cột ấy xuất hiện vết nứt lớn. Giám đốc điều hành biết tin nên báo cho chủ tòa nhà, nhưng người chủ sợ mất lãi nên không cho đóng cửa tòa nhà hay di tản người trong đó. Rồi sáng đó, siêu thị sập xuống, 591 người chết. Đó là thảm họa sập nhà khủng khiếp nhất thời hiện đại. |                                                                               |                                                                  |                                       |                                 |
| 6  | 27-9-2006 | "Rơi máy bay tại sông Potomac" (Tai nạn máy bay Washington) (Potomac)         | Chuyến bay 90 của Air Florida                                    | 13 tháng 1 năm 1982                   | Tai nạn máy bay                 |
| 6  | Tháng 1 năm 1982, thủ đô nước Mỹ đang hứng chịu một trong những mùa đông kinh hoàng nhất, với nhiệt độ thấp và bão tuyết dày đặc. Trong khi ấy, tại chính nơi ấy, vài sân bay vẫn cố gắng duy trì hoạt động để giúp hành khách bay trên các chuyến một cách nhanh chóng nhất, bao gồm cả Sân bay Quốc gia Washington. Chuyến bay 90 của Air Florida phải bị hoãn lại vì tuyết rơi quá dày. Máy bay bị tuyết bám nên phải dùng dung dịch khử tuyết để khử chúng. Nhưng vì tuyết vẫn còn đó nên phi hành đoàn quyết định dùng động cơ đảo ngược. Họ làm vậy không khác gì quẳng tuyết lên phần cánh máy bay và một chút ở động cơ. Khi chiếc Boeing 737 sắp cất cánh, phi hành đoàn tắt hệ thống chống băng. Mới cất cánh được hơn 1 phút, máy bay tiếp tục tăng độ cao thì nó đâm xuống, qua cầu Phố 14 rồi đâm xuống sông Potomac lạnh lẽo. 78 người chết, 4 người trong số họ ở trên cầu. Lẽ ra có nhiều người sống hơn nhưng vì điều kiện thời tiết cản trở đội cứu hộ, nên chỉ có năm người trên máy bay may mắn thoát nạn. |                                                                               |                                                                  |                                       |                                 |
| 7  | 25-10-2006 | "Sóng thần châu Á"                                                            | Động đất và sóng thần Ấn Độ Dương 2004                           | 26-12-2004                            | Động đất và sóng thần           |
| 7  | Ngày Lễ Tạ Ơn năm 2004, ở một khoảng đứt gãy dài hàng trăm cây số, hai mảng kiến tạo xô vào nhau rồi bật ra, gây động đất. Trận động đất 9.3 độ Richter tấn công vào khu vực xung quanh nó. Sau đó, nó gây sóng thần. Hàng triệu người chết. |                                                                               |                                                                  |                                       |                                 |
| 8  | 15-10-2006 | "Tai nạn máy bay Comet" (Vụ rơi Comet)                                        | Chuyến bay 781 của BOAC Chuyến bay 201 của South African Airways | BOAC 781: 10-1-1954 SAA 201: 8-4-1954 | 2 vụ rơi máy bay                |
| 8  | Ngày 10 tháng 1 năm 1954, một chiếc DH.106 Comet 1 của de Havilland thuộc Anh, máy bay chở khách phản lực đầu tiên của thế giới, cất cánh từ Rome. Cả máy bay đều chỉ được dùng đinh tán để gắn các mảnh lại với nhau, nên trong khi đóng gây mỏi kim loại. Một vết mỏi kim loại xuất hiện ở trần máy bay, ở gần cửa sổ hình vuông phía trên. Áp suất tập trung lại ở các góc của ô cửa vuông trên máy bay, làm vết nứt mở rộng qua từng chuyến bay. Trong chuyến bay này, gọi là BOAC 781, nó gặp một vết nứt từ cửa sổ khác và làm vỡ trần máy bay, gây nổ tung. Máy bay rơi xuống biển Địa Trung Hải, giết chết 35 người. Trong khi cuộc điều tra tiếp tục, sức ép từ công chúng buộc quan chức Anh phải cho hoạt động lại các máy bay Comet. Thế rồi, vào 8 tháng 4 cùng năm, máy bay khác gặp nạn. |                                                                               |                                                                  |                                       |                                 |
| 9  | 29-11-2006 | "Tai nạn máy bay Chicago" (Rơi Động cơ máy bay) (Chuyến bay 191 tại Chicago)" | Chuyến bay 191 của American Airlines                             | 25-5-1979                             | Tai nạn máy bay                 |
| 9  | Một chiếc DC-10 rời Sân bay Quốc tế O'Hare tại Chicago. Khoảng 2 tháng trước, quá trình bảo dưỡng gây ra vết nứt nhỏ ở phần lỗ của cái chốt giữ động cơ bên trái của máy bay. Vết nứt lớn dần theo từng chuyến bay. Khi máy bay rời đường băng, vết nứt làm động cơ vỡ ra và bay qua máy bay, sau đó rơi trên đường băng, lấy đi một phần phía trước của cánh, làm rò hệ thống thủy lực mà vốn để giữ thăng bằng cho máy bay. Phi hành đoàn bất lực vì các thiết bị chống tai nạn đều hỏng sau khi động cơ bên trái vỡ ra. Máy bay nghiêng sang trái sau khi cất cánh, rồi đâm vào một công viên gần đó. Mọi người trên máy bay đều chết, cùng với 2 người khác dưới đất. |                                                                               |                                                                  |                                       |                                 |
| 10 | 6-12-2006 | "Vụ nổ dầu ở Texas" (Nổ nhà máy lọc dầu Texas) (Hỏa hoạn dầu mỏ ở Texas)      | Vụ nổ nhà máy lọc dầu ở Texas City                               | 23-3-2005                             | Nổ nhà máy lọc dầu              |
| 10 | Trong ca trực đêm ở nhà máy lọc dầu của BP tại thành phố Texas, công nhân cố ý bỏ qua quy trình an toàn khi bơm khí và chất lỏng vào tháp chưng cất. Đồng hồ đo và chuông báo động đều bị hỏng hay bị thiết kế sai nên không phản ứng. Sáng hôm sau cũng vậy. Đội công nhân tiếp tục bơm càng nhiều càng tốt, làm tháp chưng cất đầy nên bắn phụt dầu ra, gây nổ. Vụ nổ giết chết 15 người, phần lớn trong số đó khi ấy đang ở trong xe moóc đặt gần tháp chưng cất, cái xe moóc mà công ty BP ban đầu đã không chuyển vì sợ tốn tiền. |                                                                               |                                                                  |                                       |                                 |
| 11 | 2-1-2007 | "Bùng nổ lốc xoáy"                                                            | Bùng nổ lốc xoáy năm 1974                                        | Từ ngày 3 đến 4 tháng 4 năm 1974      | Lốc xoáy                        |
| 11 | Vào ngày 3-4-1974, 148 cơn lốc xoáy dữ dội đã tấn công vùng Hành lang Lốc xoáy (nổi tiếng vì hay có lốc xoáy) và tỉnh Ontario lân cận của Canada trong suốt gần 24 giờ. 350 người chết và hàng ngàn người bị thương. Tuy vậy, nhờ thảm họa này, một nhóm chuyên gia về lốc xoáy (mà dẫn đầu bởi nhà khí tượng nổi tiếng Tetsuya Theodore Fujita) đã phát hiện ra nhiều dấu hiệu bất thường để dự đoán lốc xoáy sẽ xảy ra vào lúc nào chính xác hơn. |                                                                               |                                                                  |                                       |                                 |
| 12 | 31-1-2007 | "Vụ nổ Tàu con thoi" (Tàu con thoi Challenger)                                | Thảm họa tàu con thoi Challenger                                 | 28-1-1986                             | Nổ tàu con thoi                 |
| 12 | Vào buổi đêm lạnh giá trước khi sứ mệnh STS-51-L của tàu con thoi Challenger được thực hiện vào đầu năm 1986, thời tiết băng giá đã làm đông cứng vòng đệm của tàu. Thế là nó không thể bịt kín lỗ nhỏ ở tên lửa đẩy bên phải chiếc tàu con thoi. Đến sáng sau, tàu được phóng lên. Khi tàu rời bệ phóng, nó không nổ vì một lớp xỉ nhôm ở trong đó đã chặn được lớp nhiên liệu nóng đang bắn ra từ lỗ ở tên lửa đẩy. Nhưng thế rồi, khoảng 70 giây sau khi cất cánh, một ngọn gió dữ dội làm con tàu Challenger bị rung lắc. Hiện tượng này khiến xỉ nhôm rơi ra. Nhiên liệu bắt đầu chảy ra, đốt cháy con tàu. Một tên lửa đẩy rơi ra, đập vào vùng nằm gần khoang lái của con tàu. Sau đó, nó nổ tung. 7 phi hành đoàn đều thiệt mạng ở giây thứ 73 kể từ khi tàu được phóng lần cuối. |                                                                               |                                                                  |                                       |                                 |
| 13 | 7-3-2007 | "Phun trào ở Montserrat" (Montserrat) (Khi núi lửa bị thổi bay)               | Vụ phun trào năm 1995-1997 của Soufriere Hills                   | 18-7-1995, – 26-12-1997               | Núi lửa phun trào               |
| 13 | Đảo Montserrat của Anh vốn là một hòn đảo yên bình và xinh đẹp, với ngọn núi Soufriere Hills phủ bóng lên bao trùm một phần đảo này. Nhưng rồi, sau đó, ngày 18-7-1995, núi lửa phun ra một cột khói xám khổng lồ, sau đó là dung nham chảy xuống. Cả thủ đô Plymouth được sơ tán. Khoảng hơn 2 năm sau đó, núi lửa lại phun trào một lần nữa. Lần này, 19 người thiệt mạng. Cả núi dung nham đổ xuống, hủy hoại thủ đô Plymouth và sân bay Bramble. Vụ phun trào cũng tạo ra một cơn sóng thần nhỏ. |                                                                               |                                                                  |                                       |                                 |

### Mùa 4 (2011)
| # | Ngày lên sóng | Tựa đề                                                        | Thảm họa                                 | Ngày xảy ra thảm họa | Kiểu thảm họa                     |
| - | --- | ------------------------------------------------------------- | ---------------------------------------- | -------------------- | --------------------------------- |
| 1 | 5-9-2011 | "9/11"                                                        | Sự kiện 11 tháng 9                       | 11-9-2001            | Khủng bố (cụ thể: 4 vụ không tặc) |
| 1 | Vào ngày 11-9-2001, nhiều tên khủng bố al-Qaeda cầm dao ngắn (loại dao có độ dài lưỡi dao được cho phép đem lên máy bay) lên 4 chiếc máy bay ở Mĩ. Khi bay nửa chừng, chúng xông vào buồng lái, khứa cổ các phi công, kiểm soát chiếc phản lực và tắt hết các thiết bị liên lạc trên máy bay. Khi mọi thứ đều quá thuận lợi, chúng lái 2 chiếc máy bay đâm thẳng vào Trung tâm Thương mại Thế giới ở New York. Một chiếc khác bổ nhào vào Lầu Năm Góc. Còn ở chiếc thứ 4, chiếc mà các tên khủng bố định đâm vào Điện Capitol, các hành khách trên chuyến bay dũng cảm chiến đấu với các tên khủng bố để giành lại quyển kiểm soát. Nhưng chính cuộc chiến này làm chiếc máy bay mất kiểm soát, rơi xuống Pennsylvania. Tổng cộng số thương vong lên đến hàng ngàn người. |                                                               |                                          |                      |                                   |
| 2 | 12-9-2011 | "Trân Châu Cảng"                                              | Trận Trân Châu Cảng                      | 7-12-1941            | Hành động chiến tranh             |
| 2 | Vào ngày 7-12-1941, lực lượng quân đội của Đế quốc Nhật Bản triệu tập các máy bay thả bom các đội tàu của Hoa Kỳ vốn neo đậu tại căn cứ hải quân Trân Châu Cảng ở bờ biển của đảo Honolulu, Hawaii, nhằm lôi kéo Mĩ vào Chiến tranh thế giới thứ hai. Cả căn cứ bị phá hủy nặng nề bởi vụ tấn công bất ngờ này. 2400 người chết. Nhưng khi các chuyên gia kiểm tra lại vụ tấn công, họ thấy bên Nhật Bản đã nhắm vào nhầm mục tiêu, và cũng có một sai lầm: họ chưa chuẩm bị kĩ để bước vào cuộc chiến khốc liệt với một kẻ thù mới. |                                                               |                                          |                      |                                   |
| 3 | 19-9-2011 | "Đâm tàu ở Paddington" (Thảm họa đường sắt Paddington)        | Thảm họa đường sắt Ladbroke Grove        | 5-10-1999            | Đâm tàu hỏa                       |
| 3 | Một lái tàu (không được đào tạo kĩ càng để lên chức lái tàu) đã lái một chiếc tàu hỏa Turbo nhiều toa đi qua Ladbroke Grove, London. Anh ta đã vượt đèn đỏ một cách bình thường khi đường ray phía trước được chuyển sang cho đường tàu khác. Vậy là tàu đi sai đường. Trên cái đường mà con tàu này đang đi lại là một con tàu khác, đi ngược chiều và đang ở tốc độ cao. Hậu quả: hai tàu đâm nhau. Đầu tàu nát ra vì sức công phá của lực mà hai tàu tác động vào nhau. 31 người chết, trong thảm họa đường sắt tồi tệ nhất của Anh trong vài thập kỷ. |                                                               |                                          |                      |                                   |
| 4 | 26-9-2011 | "Cú va chạm ở độ cao 35000 feet" (Cái chết giữa không trung)" | Va chạm máy bay trên bầu trời Überlingen | 1-7-2002             | Va chạm máy bay trên không        |
| 4 | Vào đêm 1-7-2002, chuyến bay 2937 của hãng hàng không Bashkirian và chiếc DHL 611 chở hàng đang bay qua bầu trời nước Đức. Nhân viên kiểm soát không lưu Peter Nielsen là người điều hành đường bay của chúng, và anh ta phải làm việc ở hai đài kiểm soát vào lúc ấy. Anh không nhận ra hai chiếc máy bay sắp va chạm, và rồi khi nhận ra thì ra lệnh cho một chiếc bay lên, chiếc kia bay xuống. Rồi lệnh của hệ thống tránh va chạm máy bay giữa không trung (TCAS) làm phi công lại cho cả hai máy bay, một bay lên, một bay xuống. Chiếc máy bay của DHL đâm vào đuôi cái còn lại, làm chúng đều rơi xuống đất, giết chết 71 người. |                                                               |                                          |                      |                                   |
| 5 | 3-10-2011 | "Va chạm cáp treo" (Vụ va chạm trên dãy An-pơ)                | Va chạm cáp treo ở Cavalese năm 1998     | 3-2-1998             | Đuôi máy bay cắt đứt dây cáp treo |
| 5 | Vào hôm ấy, 2 phi công của chiếc phi cơ Northrop Grumman EA-6B Prowler thuộc Hải quân Hoa Kỳ bay thấp qua vùng trượt tuyết dân cư. Phi công không cảnh giác rằng chiếc phi cơ đáng bay cực thấp. Sau một hồi, nó bất ngờ lao vào dây cáo treo ở Cavalese. Phi công nhận thấy điều nguy hiểm, lái máy bay chúi mũi xuống. Thế nhưng đuôi của nó vẫn cắt đứt dây. Chiếc cáp treo lao xuống đất, 20 người chết. Chiếc máy bay tuy bị hư hỏng đuôi nhưng vẫn hạ cánh an toàn. Những phi công của chiếc phi cơ đã bị kỉ luật sau này. |                                                               |                                          |                      |                                   |
| 6 | 10-10-2011 | "Ác mộng Bhopal" (Bhopal)                                     | Thảm họa Bhopal                          | 2 đến 3-12-1984      | Thảm họa công nghiệp              |
| 6 | Bể chứa thuốc trừ sâu của nhà máy Union Carbide, Bhopal, Ấn Độ đã có một sự kiện kì lạ: một miếng lá thép từ thành bể rơi xuống cả tấn hóa chất độc hại. Cả tấn thuốc trừ sâu phản ứng lại, bốc hơi lên và bể dần dần nứt. Một nhân viên đã thấy được điều đó. Anh ta lao vào phòng điều khiển, cùng với đồng nghiệp cố gắng kiểm soát bể. Nhưng đã quá muộn. Khí độc rò rỉ, phun ra từ ống khói cao nhất. Người dân hít phải khí đó, ngay lập tức bị khó thở. Kèm theo đó là khoảng 3000 người chết. |                                                               |                                          |                      |                                   |

### Mùa 5 (2012)
Mùa này có một tập gọi là Fukushima nói về Thảm họa nhà máy điện hạt nhân Fukushima, được phát sóng đúng vào ngày kỉ niệm 1 năm của thảm họa.
| # | Ngày lên sóng | Tựa đề              | Thảm họa                                 | Ngày xảy ra thảm họa | Kiểu thảm họa                                              |
| - | --- | ------------------- | ---------------------------------------- | -------------------- | ---------------------------------------------------------- |
| 1 | 11-3-2012 | "Fukushima"         | Thảm họa nhà máy điện hạt nhân Fukushima | 11-3-2011            | Thảm họa hạt nhân được châm ngòi bởi động đất và sóng thần |
| 1 | Vào ngày 11-3, cả nước Nhật Bản và một số vùng khác trên thế giới bị một trận động đất hủy diệt. Tiếp kế là một cơn sóng thần ập đến bờ biển phía Đông nước Nhật, làm mất điện trên diện rộng tại Nhà máy điện hạt nhân Fukushima Daiichi. Thế là hệ thống làm mát cho các lò hạt nhân bị hỏng, dẫn đến việc lò phản ứng 1 bị nổ, còn các lò khác thì bị nóng chảy. Trong vụ nổ, không ai thiệt mạng. Nhưng bụi phóng xạ thì bay khắp thế giới. Thiệt hại của thảm họa này sẽ cần nhiều năm để đánh giá lại. Và hậu quả sẽ còn tiếp diễn trong một thời gian dài. |                     |                                          |                      |                                                            |
| 2 | 18-3-2012 | "Tàu Bismarck"      | Vụ đắm của tàu Bismarck                  | 27-5-1941            | Hành động chiến tranh                                      |
| 2 | Sau khi con tàu Bismarck đánh đắm một chiến hạm hùng mạnh của Anh trong Chiến tranh thế giới thứ hai, nhiều chiếc máy bay lỗi thời của Anh được triệu tập, nhằm hạ tàu Bismarck. Các máy bay bắn ra ngư lôi khá bình thường nên tàu Bismarck có thể dễ dàng tránh. Nhưng vì có rất nhiều máy bay nên tàu Bismarck không kịp phản ứng né tránh, mà chỉ lo bắn. Vài quả ngư lôi đã đâm thủng con tàu, tạo ra một vụ nổ kinh khủng, làm kẹt bánh lái. Và vào sáng hôm sau, một con tàu Anh đã đánh đắm tàu Bismarck hoàn toàn. Hơn 2100 người chết. |                     |                                          |                      |                                                            |
| 3 | 25-3-2012 | "Sóng thần ở núi"   | Thảm họa đập Vajont năm 1963             | 9-10-1963            | Lở đất và lũ lụt                                           |
| 3 | Một vụ lở đất khá nguy hiểm bắt đầu rình rập ngôi làng Longarone kế bên núi Toc. Nhưng những người kiểm soát đập Vajont ngăn chặn nguy hiểm lại không làm gì đáng kể vì họ nghĩ rằng đập có thể ngăn chặn bất kì cơn lũ nào do lở đất gây ra. Nhưng vào hôm đó, khi mọi người đang vui chơi, không biết về bất cứ nguy hiểm gì, ngay cả có vài người còn đứng trên đập để quan sát cảnh tượng cả sườn núi Toc sụp xuống, một cơn lũ tràn ra khỏi hồ chứa nước của đập. Hơn 2000 người thiệt mạng. |                     |                                          |                      |                                                            |
| 4 | 1-4-2012 | "Giáo phái Waco"    | Cuộc vây hãm ở Waco                      | 28-2 đến 19-4-1993   | Vây hãm bất ngờ của cảnh sát, đấu súng và đốt nhà          |
| 4 | Người lãnh đạo giáo phái Branch Davidian - David Koresh bị các cơ quan chức năng, đặc biệt là ATF coi là có nhiều tội phải kể đến (sự thật là ông ta có), nên cho lệnh bắt. Họ cho bao vây tòa nhà Trung tâm Núi Carmel ở Waco, Texas. Các tín đồ và lãnh đạo giáo phái đều cố thủ trong ấy. Sau 51 ngày giao tranh ác liệt, ATF giao lại quyền kiểm soát cho FBI (Cục Điều tra Liên Bang). Họ định xông vào trong tòa nhà, và khi họ và bên giáo phái còn đang đấu súng, bên FBI ra lệnh cho xe nâng tháo nóc tòa nhà, thậm chí là xịt hơi cay. Nhưng bất ngờ, một ngọn lửa lan ra, và nhiều người nhất định không chịu ra ngoài. Hậu quả là gần 80 người chết, và khá nhiều trẻ em. Sau này, ban điều tra đưa ra 2 giả thiết: bên giáo phái đã cảm thấy tuyệt vọng và châm lửa. Còn giả thiết thứ 2 là: bên FBI đã mắc sai lầm tệ hại và thiêu rụi căn nhà chứa đầy người. Đến giờ, lý do vẫn chưa được xác nhận rõ ràng. |                     |                                          |                      |                                                            |
| 5 | 15-4-2012 | "Deepwater Horizon" | Vụ nổ giàn khoan Deepwater Horizon       | 20-4-2010            | Nổ giàn khoan                                              |
| 5 | Tại giàn khoan Deepwater Horizon của công ty British Petroleum (BP) trên Vịnh Mexico, các máy tính mà công nhân sử dụng có các hệ điều hành lỗi thời nên rất hay bị treo máy. Vào ngày 20 tháng 4 năm 2010, một lỗi treo máy tương tự xảy ra, làm công nhân hiểu sai về lượng dầu giàn khoan có. Sau đó, máy móc ở đây trục trặc nên một chất độc hại đã phun ra, dẫn đến việc giàn khoan bị nổ. 11 công nhân thiệt mạng trong vụ tràn dầu lớn nhất thế giới. |                     |                                          |                      |                                                            |
| 6 | 22-4-2012 | "Thảm sát Mumbai"   | Cuộc tấn công Mumbai 2008                | 26-11-2008           | Các cuộc tấn công khủng bố (bằng súng và bom)              |
| 6 | 26-11-2008, lũ khủng bố tấn công vào hai khách sạn xa hoa (trong đó có Khách sạn Taj Mahal nổi tiếng), một trung tâm giáo dục của người Do Thái, một quán cà phê và một ga tàu ở Mumbai, giết chết 166 người. Chúng cũng đặt bom trên hai chiếc taxi, giết chết tài xế của các xe ấy trong khi đang lái xe. Đây là cuộc tấn công man rợ nhất trong nhiều năm. |                     |                                          |                      |                                                            |

### Mùa 6 (2012-2013)
Mùa này có 1 tập gọi là Thảm sát Na Uy, nói về Vụ tấn công ở Na Uy năm 2011, phát sóng vào đúng ngày kỉ niệm 1 năm ngày xảy ra thảm họa - ngày 22-7. Còn các tập sau thì được phát sóng cách tập đầu 4 tháng sau, với tập 2 tên là Vụ tự tử giáo phái Jonestown.
| #  | Ngày lên sóng | Tựa đề                                         | Thảm họa                                                       | Ngày xảy ra thảm họa | Kiểu thảm họa                             |
| -- | --- | ---------------------------------------------- | -------------------------------------------------------------- | -------------------- | ----------------------------------------- |
| 1  | 22-7-2012 | "Thảm sát Na Uy: Tôi đã ở đó" (Thảm sát Na Uy) | Vụ tấn công ở Na Uy năm 2011                                   | 22-7-2011            | Tấn công khủng bố (đánh bom và xả súng)   |
| 1  | Vào ngày 22-7-2011, một người căm thù Công Đảng Na Uy - Anders Behring Breivik - đã thành công trong kế hoạch của mình. Ông ta vốn đã nuôi mối hận thù với Công Đảng bấy lâu, nên đã lập cả kế hoạch đồ sộ để tấn công nhằm vào đảng này. Trước tiên, tại trung tâm Oslo, ông ta cho nổ một chiếc xe tải trắng chở bom. Sau đó, biết mọi người đang hoang mang và chỉ nghĩ đến cảnh sát là người có thể bảo vệ mình, ông ta mặc quần áo cảnh sát và lái xe về phía đảo Utoya, nơi một trại hè đang được Công Đảng tổ chức. Trên đảo, ông ta đi lại và cầm súng bắn hàng chục thiếu niên. 77 người thiệt mạng trong thảm sát khủng khiếp nhất kể từ sau Chiến tranh thế giới thứ hai. |                                                |                                                                |                      |                                           |
| 2  | 5-11-2012 | "Vụ tự tử giáo phái Jonestown"                 | Tự tử/giết người của giáo phái Jonestown                       | 18-11-1978           | Tự sát                                    |
| 2  | Jonestown vốn là nơi ở của các tín đồ tin theo nhà lãnh đạo giáo phái Jim Jones. Và thế rồi, vào một tối tháng 11, nhà lãnh đạo kia triệu tập mọi người và bàn kế hoạch. Lũ trẻ bị bắt phải uống một thứ nước gì đó có pha thuốc độc. Xong xuôi, những người uống đều chết, còn Jim Jones thì tự sát. Đó trở thành vụ tự sát tập thể/thảm sát khủng khiếp nhất của các công dân Mỹ trong lịch sử trước vụ 11/9, với con số thương vong là 909 người. Trước đó, Nghị sĩ Hoa Kỳ Leo Ryan cùng 1 nhóm người đến thăm Jonestown để điều tra việc Jim Jones ở đây ép buộc, hành hạ tín đồ của ông ta. Khi mọi chuyện vỡ lở do 1 tín đồ đưa cho Ryan 1 mảnh giấy ghi những người muốn rời Jonestown & việc ông bị đe dọa bởi những tín đồ trung thành Jim Jones, Ryan & 4 người khác bị lính canh của Jim Jones bắn chết tại sân bay gần đó khi họ cùng những người khác, bao gồm các tín đồ, đang định rời khỏi Jonestown, dẫn đến việc Jim Jones lôi kéo toàn giáo phái tự tử hàng loạt do lo ngại đáp trả từ chính phủ Hoa Kỳ.                                                                                               |                                                |                                                                |                      |                                           |
| 3  | 12-11-2012 | "Ngọn lửa trên khoang lái"                     | Chuyến bay 111 của Swissair                                    | 2-9-1998             | Lửa trong khi bay, gây ra tai nạn máy bay |
| 3  | Ngày 2 tháng 9 năm 1998, một chiếc MD-11 của Swissair cất cánh từ New York để tới Genève, thực hiện chuyến bay qua Đại Tây Dương. Trên trần khoang lái, một dây điện cọ xát với giá đỡ gây ra vết nứt. Từ vết ấy, dây điện phóng hồ quang tạo ra tia lửa, gây bắt lửa vào các tấm mylar kim loại hóa bọc trần khoang lái như một thứ không dễ cháy. Không hiểu sao, chỗ mylar này lại cháy dễ đến thế, dù đã được Hoa Kỳ xác nhận là an toàn. Khói của ngọn lửa tập trung về nơi có gió mạnh: quạt thông gió của máy bay. Trong lúc ấy, phi hành đoàn biết chuyện nên cho tắt cả nguồn điện đi vì lo rằng lửa là do điện gây ra. Họ cắt điện cả máy bay, làm quạt thông gió ngừng, đẩy lớp khí kia quay về khoang lái. Máy bay bốc cháy. Phi hành đoàn cố lái nó về Nova Scotia, nhưng đã quá muộn. Nó lao xuống biển rồi phát nổ, giết chết mọi người có mặt trên máy bay khi ấy, tổng cộng 228 người thiệt mạng. |                                                |                                                                |                      |                                           |
| 4  | 19-11-2012 | "Black Hawk bị bắn hạ"                         | Trận Mogadishu (1993)                                          | 3 đến 4-10-1993      | Hành động chiến tranh                     |
| 4  | Ngày 3 tháng 10 năm 1993, hàng ngàn lính Mỹ nhảy xuống nền đất thành phố thủ đô Somalia từ các máy bay của quân đội Hoa Kỳ, chuẩn bị cho cuộc chiến sắp tới nhằm lật đổ hệ thống chính quyền tàn bạo do nhà cai trị hiện tại đã đặt ra. Tưởng mọi chuyện diễn ra ổn thỏa, nhưng quân Somalia phản ứng không giống theo cách lính Mỹ dự đoán, gây ra tổn thất lớn cho cả nước Mỹ và Somalia: 18 lính Mỹ chết, khoảng 1 ngàn dân thường người Somalia bị thương. |                                                |                                                                |                      |                                           |
| 5  | 26-11-2012 | "Vào vùng chết chóc"                           | Thảm họa Everest 1996                                          | 10 đến 11-5-1996     | Thảm họa leo núi                          |
| 5  | 9 nhà leo núi đã chết trong thảm họa leo núi xảy ra trên núi Everest diễn ra từ ngày 10 đến tối ngày 11 tháng 5 năm 1996, do thiếu oxi và quyết định không rõ ràng của những người dẫn đầu. Trong số 9 người này bao gồm cả một nhà leo núi điêu luyện người New Zealand, Rob Hall. (Thảm họa này xảy ra cùng ngày với chuyến bay ValuJet 592 ở mùa 2.5) |                                                |                                                                |                      |                                           |
| 6  | 3-12-2012 | "Nỗi sợ hãi bao trùm Tokyo"                    | Chuyến bay 123 của Japan Airlines                              | 12-8-1985            | Máy bay rơi                               |
| 6  | Năm 1978. Một chiếc Boeing 747 của Japan Airlines bị hỏng ở tấm vách ngăn tại đuôi máy bay, thứ làm cản khí ở khoang hành khách bay đến đuôi máy bay. Đội kỹ sư phải thay một nửa vách ngăn ấy bằng nửa mới. Khi gắn nửa mới vào, họ dùng đinh tán để gia cố hai miếng vách ngăn lại với nhau. Nhưng có lỗi sai: khi vách ngăn bên trên có 2 hàng đinh tán, thì bên dưới chỉ có 1. Vậy, hàng đinh bên dưới chịu lực khủng khiếp qua mỗi chuyến bay, gây ra vết nứt. Cùng chiếc máy bay đó bay chuyến Japan Airlines 123 ngày 12-8-1985. Và trong khi bay qua vùng vịnh phía Đông nước Nhật, vết nứt ở vách ngăn làm vỡ đôi hai tấm vách ngăn ấy, khiến khí nén làm vỡ đuôi đứng thăng bằng của chiếc máy bay này. Nó cũng cắt đứt mọi hệ thống thủy lực của máy bay. Chiếc máy bay dần mất kiểm soát, nhưng phi hành đoàn giữ nó bay được 32 phút trước khi đâm vào Núi Osutaka, giết chết 520 người trên máy bay. Chỉ 4 người sống sót. |                                                |                                                                |                      |                                           |
| 7  | 10-12-2012 | "Chuyến tàu trật bánh"                         | Tai nạn đường sắt Amagasaki                                    | 25-4-2005            | Trật bánh tàu hỏa                         |
| 7  | Ngày 25 tháng 4 năm 2005, ở Nhật, một chiếc tàu vé tháng, với hai toa kéo và hai lái tàu, rời nhà ga Takarazuka, theo tuyến xe lửa Fukuchiyama tới Amagasaki. Lái tàu mới vào nghề 11 tháng, nhưng vì dừng cách qua quá xa chỉ 1 tháng sau khi vào nghề nên đã bị công ty kỷ luật. Anh ta phải tham gia khóa tái đào tạo Nikkin Kyoiku. Gọi là khóa học tái đào tạo nhưng đó là nơi lái tàu mắc lỗi bị quở trách thậm tệ và bị bắt phải viết một bản báo cáo không nghỉ trong hàng giờ, cọ phân chim trên đường ray,... Vốn rất sợ khóa học này kể từ khi phải tham gia nó, anh ta không muốn mắc lỗi nữa. Dù vậy, nhưng sợ muộn nên anh ta cố tình vượt đèn đỏ, và vài phút sau đó, dừng cách ga quá xa. Sợ hãi, anh gọi lái tàu còn lại và bảo đừng mách, nhưng hiểu nhầm giữa hai người làm lái tàu còn lại báo cho công ty về chuyện này. Lái tàu mắc lỗi cảm thấy sợ hãi, nên cho tàu đi vượt vận tốc 100 km/h để đến ga tiếp thật nhanh mà không được cho phép khi qua đoạn cua. Vậy, tàu trật bánh khỏi đường ray, đâm vào một chung cư tại Amagasaki, giết chết 107 người.                                        |                                                |                                                                |                      |                                           |
| 8  | 17-12-2012 | "Nagasaki - Quả bom bị lãng quên"              | Vụ ném bom nguyên tử xuống Hiroshima và Nagasaki               | 9-8-1945             | Hành động chiến tranh                     |
| 8  | Ngày 9 tháng 8 năm 1945, hai ngày sau khi chiếc máy bay B-29 "Enola Gay" của quân đội Hoa Kỳ ném bom nguyên tử xuống Hiroshima, một chiếc B-29 khác tên là Bock's Car được nhận lệnh bay đến Kokura (Nhật Bản) để ném quả bom nguyên tử "Fat Man" xuống đó, mà theo Tổng thống Harry S. Truman là "sẽ gây kết thúc chiến tranh sớm và tránh tổn thất ở cả hai phe". Vì các đám mây bao phủ vùng Kokura do chính vụ ném bom của quân đội Mỹ vào một thành phố khác nằm gần đó, máy bay được nhận lệnh chuyển sang mục tiêu thứ hai, chính là thành phố Nagasaki. Tại mục tiêu này, dân cư chưa kịp sơ tán thì một ánh sáng chói lòa phát ra từ biển: quả bom nổ tung. Hàng ngàn người vô tội bị giết, hậu quả vẫn còn để lại sau này. |                                                |                                                                |                      |                                           |
| 9  | 27-9-2012 | "Đánh chìm tàu Coventry"                       | Đánh chìm tàu HMS Coventry (D118)                              | 25-5-1982            | Hành động chiến tranh                     |
| 9  | Ngày 25 tháng 5 năm 1982, trong khi Chiến tranh Falklands đang diễn ra giữa Anh và Argentina, một lực lượng lớn quân Anh đổ bộ lên bờ. Để bảo vệ số quân ấy khỏi bị tấn công, hai chiếc tàu chiến HMS Coventry và HMS Broadsword phải ra biển nhử quân Argentina. Trên biển đó, tàu Coventry đã bắn hạ 1 máy bay của Argentina. Được tin xấu, phe Argentina lập tức cho 4 máy bay A-4 Skyhawk ra ném bom trả thù, chia làm hai đợt, mỗi đợt ném 2 quả. Nhiệm vụ được thực hiện ở tầng thấp nên phi công cảm nhận được cả hơi nước biển trên mặt. Hai quả bom đầu tiên không thành công. Đợt hai, HMS Broadsword định bắn tên lửa thì Coventry vòng ra trước mũi Broadsword để tấn công các máy bay, làm Coventry rơi vào tầm ngắm của Broadsword. Broadsword không thể bắn, vì nếu bắn thì tên lửa sẽ đâm vào Coventry. Trong khi Coventry đang chuẩn bị ngắm bắn, hai máy bay thả bom xuống tàu chiến này. Nó nhanh chóng bị cháy và lật, giết chết 19 người. May mắn làm sao, tàu Broadsword đã cứu được hàng trăm người khác, trong khi đội trên bờ đổ bộ thành công vào đất liền mà không bị quân Argentina tấn công. |                                                |                                                                |                      |                                           |
| 10 | 7-1-2013 | "Tai nạn trực thăng Chinook"                   | Tai nạn Chinook của Không quân Hoàng gia năm 1994 tại Scotland | 6-2-1994             | Rơi trực thăng                            |
| 10 | Ngày 2 tháng 6 năm 1994, một chiếc trực thăng Chinook phiên bản của Không quân Hoàng gia Anh bị rơi ở Mull of Kintyre, trong khi đang chở các chuyên gia chống khủng bố từ căn cứ gần Aldergrove đến Inverness, Scotland. Máy bay đâm vào sườn đồi hoang vu trong sương mù. Các nhà điều tra đã cố gắng lý giải nhưng vẫn chưa có đủ bằng chứng, trong khi giới chức trách vô tư kết luận: đây là lỗi phi công. |                                                |                                                                |                      |                                           |